# Parafia Wniebowzięcia Najświętszej Maryi Panny w Wojanowie
Parafia Wniebowzięcia Najświętszej Maryi Panny w Wojanowie – parafia rzymskokatolicka w dekanacie Jelenia Góra Wschód w diecezji legnickiej. Obsługiwana przez księży archidiecezjalnych. Erygowana w XIV wieku.